# Doopsgezinde kerk (Damwoude)
De Doopsgezinde kerk is een kerkgebouw in Damwoude in de Nederlandse provincie Friesland.

## Beschrijving
De doopsgezinde kerk werd gebouwd in voormalig Dantumawoude. De eerste steen van de recht gesloten zaalkerk werd gelegd op 29 april 1767. Blijkens het jaartal op de windwijzer werd de kerk in 1858 voorzien van een nieuw dak. De zuidelijke aanbouw dateert uit 1910.
Het interieur wordt gedekt door een houten tongewelf. De herenbank (1770) heeft een rococo-opzetstuk. Het orgel uit 1885 is gemaakt door Bakker & Timmenga.

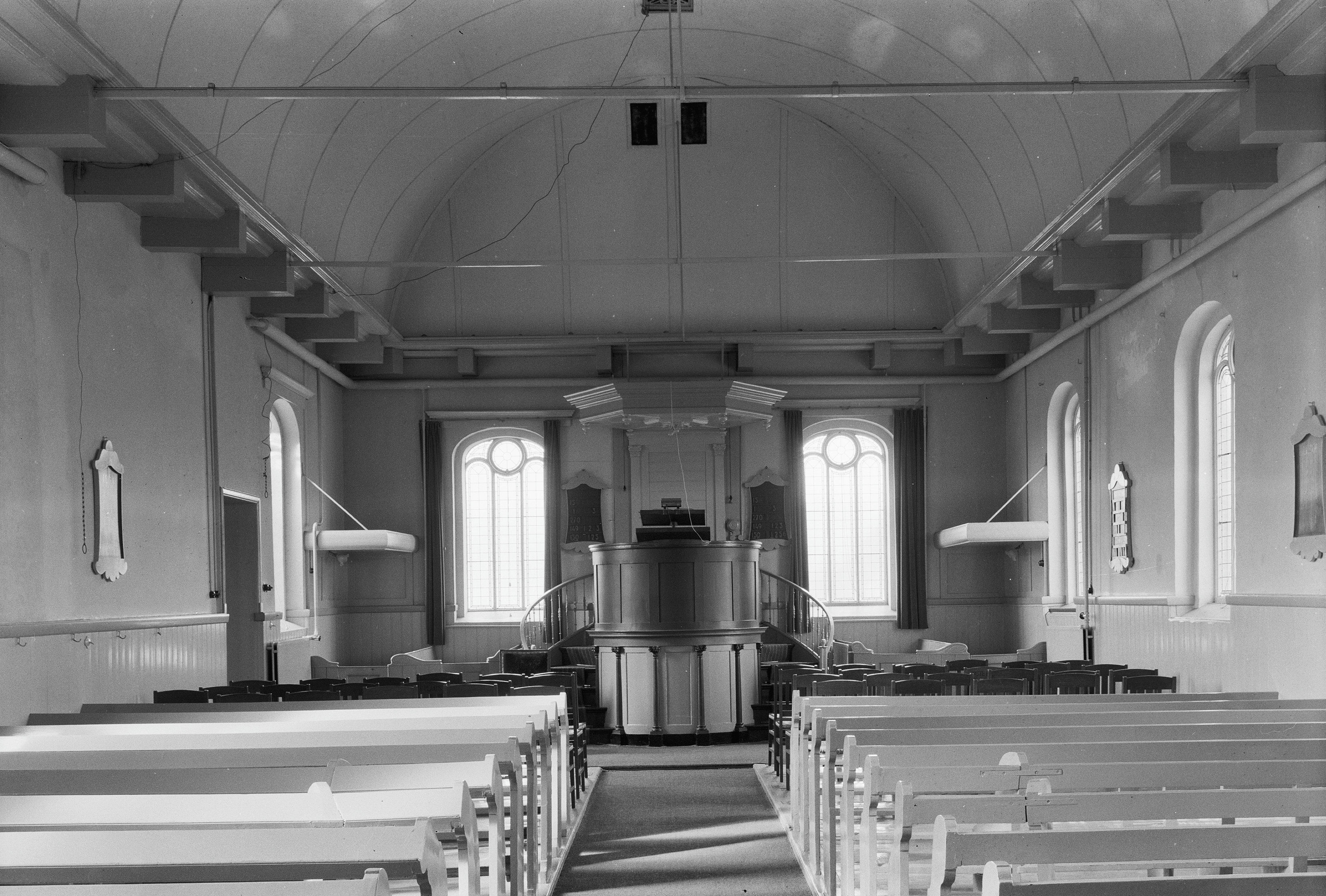
Interieur met preekstoel (1965)
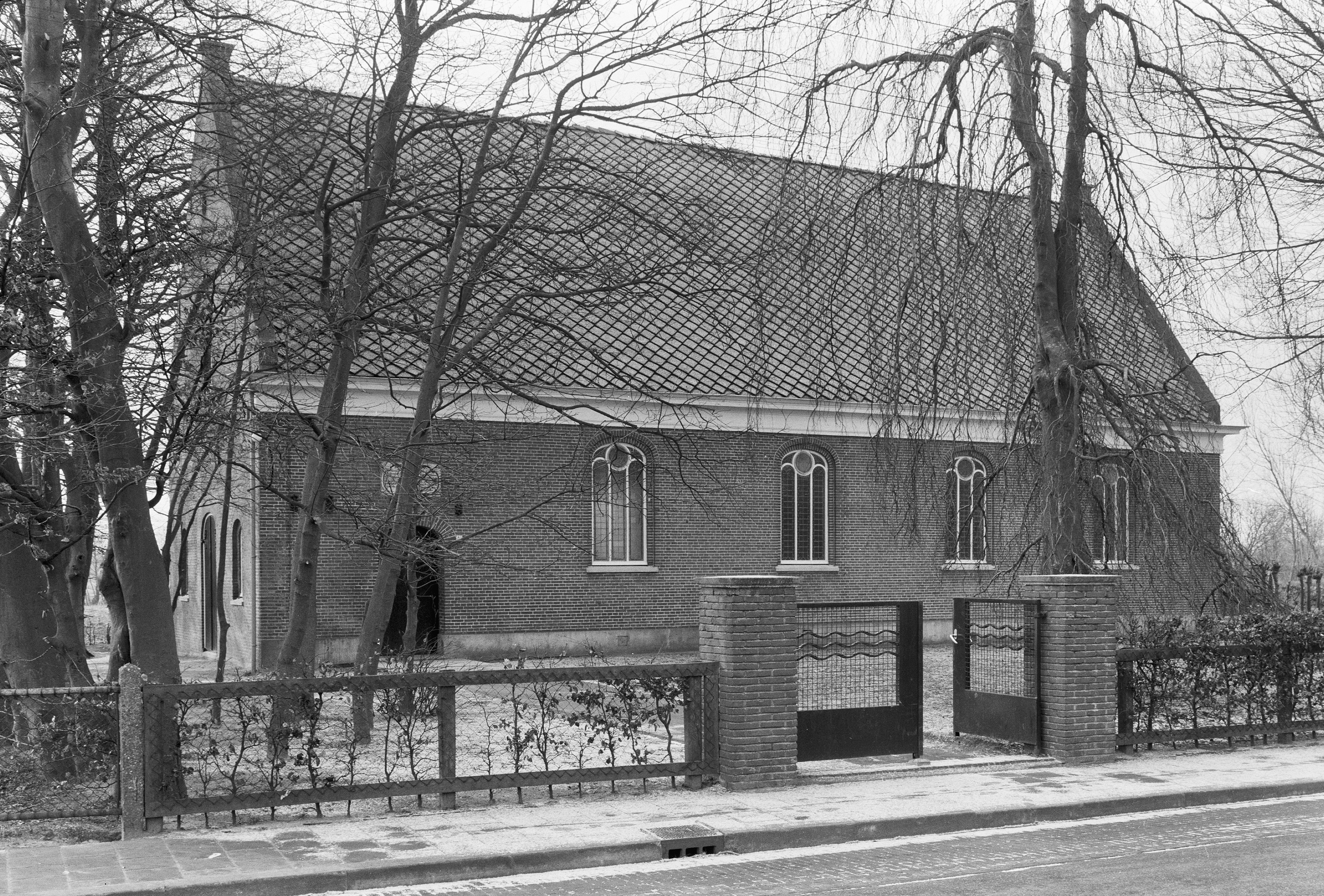
Zijgevel